# Ashtaksharamantra

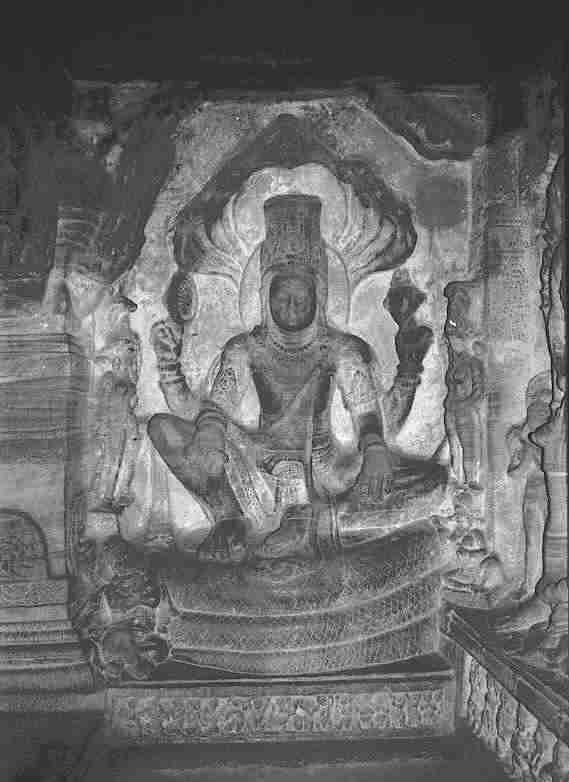
Statue von Narayana in Badami, Karnataka

Das Ashtaksharamantra (Sanskrit:  अष्टाक्षरमन्त्र  aṣṭākṣaramantra m. »achtsilbiges Mantra«) ist das traditionelle Mantra der Pancharatra-Vishnuiten und das Hauptmantra der Shri-Vaishnava. Auch bei den Alvar war das Tirumantiram, so der tamilische Name, prominent. Das Mantra dient der Verehrung von Narayana, einer Form des Gottes Vishnu.

## Lautung
Das Ashtaksharamantra lautet:
ॐ नमो नारायणाय
Oṃ namo Nārāyaṇāya
Om namo Narayanaya
Om Verehrung dem Narayana.
Während in Südindien das Mantra in dieser Form allen Menschen, unabhängig von Kaste und Geschlecht, gelehrt wird, ist das zwölfsilbige Mantra in Nordindien nur Brahmanen erlaubt, andere Menschen werden in die verkürzte Form namo Narayanaya eingeweiht. Daneben existiert noch eine erweiterte Form: Om namo Shri Narayanaya.

## Überlieferung
Das Ashtaksharamantra wird in mehreren Upanishaden erläutert. Die zum Schwarzen Yajurveda gehörige Narayana-Upanishad erklärt zuerst das Wesen Narayanas und dann das Mantra und die zum Rigveda gehörige Atmabodha-Upanishad besagt, dass der Rezitator des Mantras Vaikuntha, die Wohnstätte Vishnus, erreichen wird.
In der zum Weißen Yajurveda gehörigen Tarasara-Upanishad erklärt der legendäre Weise Yajnavalkya dem Bharadvaja die Bedeutung des Ashtaksharamantras:

„Om Namo Narayanaya ist ein hinüberführendes Mantra. Es sollte als reiner Geist (chidatman) verehrt werden. Das einsilbige Om hat die Natur des Selbstes (Atman). Namah ist zweisilbig und hat die Natur der Prakriti (Schöpfung). Narayanaya ist fünfsilbig und hat die Natur der letzten Wirklichkeit (parabrahman). Wer dies weiß, wird unsterblich.“

Das Mantra war früher geheim. Der indische Heilige Ramanuja (1017–1137) wurde von seinem Guru in dieses Mantra eingeweiht unter der Auflage der Geheimhaltung. Aber aus Liebe zu den Menschen verkündete er das Mantra lautstark von einem Tempelturm, damit alle Menschen unabhängig ihrer Kaste durch das Mantra Erlösung finden können.
Nach der tamilischen Überlieferung flüsterte Vishnu das Tirumantram in das Ohr des Alvars Tirumankai Alvar Parakala.